# Sune Holmqvist
Sune Ragnar Ludvig Holmqvist, född 29 november 1914 i Stockholm, död 5 april 2000 i Mariefred, var en svensk barn- och ungdomsskådespelare och som vuxen musiker och sångare.

## Filmografi
- 1929 – Ville Andesons äventyr
- 1930 – Fridas visor
- 1930 – Prov utan värde
- 1931 – Markurells i Wadköping
- 1931 – Dantes mysterier
- 1931 – Falska miljonären
- 1931 – Trötte Teodor
- 1931 – Skepparkärlek
- 1932 – Vi som går köksvägen
- 1932 – Svarta rosor
- 1932 – Hans livs match
- 1933 – Den farliga leken
- 1933 – Bomans pojke
- 1934 – Atlantäventyret
- 1934 – Kungliga Johansson
- 1934 – Karl Fredrik regerar
- 1935 – Smålänningar
- 1936 – 65, 66 och jag
- 1936 – Samvetsömma Adolf
- 1936 – Vår randade väg
- 1937 – Ryska snuvan
- 1937 – Konflikt
- 1938 – Sockerskrinet
- 1938 – Goda vänner och trogna grannar
- 1938 – Fram för framgång
- 1942 – Det är min musik
- 1943 – Prästen som slog knockout

## Teater

### Roller
| År   | Roll         | Produktion                    | Regi          | Teater        |
| ---- | ------------ | ----------------------------- | ------------- | ------------- |
| 1930 | Uno          | Krasch Erik Lindorm           | Sigurd Wallén | Folkteatern   |
| 1933 | Hotellpojken | Lyckliga Jönsson Toralf Sandø | Björn Hodell  | Södra Teatern |